# 篠原欣子
篠原 欣子（しのはら よしこ、1934年10月19日 - ）は、日本の実業家、学校法人理事長。パーソルテンプスタッフ創業者。パーソルホールディングス取締役会長。篠原学園専門学校理事長。

## 人物
神奈川県生まれ。8歳の時に父が病死して、母は助産師の仕事をしながら5人の子供を育てた。その姿を見て、将来は母のような働く女性になりたいと強く思うようになった。1953年に高木学園女子高等学校を卒業。
53年に三菱重工業株式会社に入社、57年同社を退社し、58年に東洋電業に再就職し、結婚するが、1年で離婚。家事手伝いを経て66年にスイス・イギリスに4年間留学する。一時帰国後、71年にオーストラリアの市場調査会社ピーエーエスエー社に社長秘書として入社。73年に同社を退社。帰国後、オーストラリア就業時に知った人材派遣業からヒントを得て人材派遣会社のテンプスタッフ株式会社（現・パーソルテンプスタッフ株式会社）を資金100万円で設立し、代表取締役に就任。
経営計画等もなかったが、当時は第一次の外国資本参入により外資系企業の銀行などで秘書やオペレーターを募集していた時代でありタイミング的には良かった。東京都港区六本木にわずか8坪の住居兼オフィスを借り、電話と事務机ひとつでスタート。寝泊りしながら営業活動を始めた。チラシを作成して外資系企業に配り歩く日々。日銭を稼ぐため、夜はビジネスマン向けに英会話教室を開き、生計の足しにした。
1998年、派遣登録している全国の女性9万人分の個人情報が、システム関係を任せていた外注業者により「容姿ランク付き」でインターネット上に流出、販売されるという人材派遣業界全体を巻き込む事件が起こり、 社長として謝罪する姿はテレビのニュースで繰り返し流れた。
2006年、同社は東証1部に上場を果たす。また、2008年には中部地盤のピープルスタッフ（後にテンプスタッフ・ピープルを経てテンプスタッフに吸収）と共同持株会社である「テンプホールディングス（現・パーソルホールディングス）」を設立、経営統合するなど手腕を発揮。2013年には、会社創立40周年を迎えたことや、インテリジェンス（現・パーソルキャリア）の買収も完了したことから、HD会長に退いた。
アメリカのビジネス雑誌『フォーチュン』誌に12年連続で「世界最強の女性経営者」に選出され、2009年には、第37位にランクされた。2014年2月、保育士や介護士などの資格取得を目指す学生を対象に、奨学金を給付することを目的に、私財を投じ篠原欣子記念財団を設立。後に自己所有のテンプHD株式を同財団に寄付した。

## テレビ番組
- 日経スペシャル カンブリア宮殿 「2007最新ハケン事情！ ～企業を支える女たち～」（2007年7月2日、テレビ東京）- テンプスタッフ社長として出演[10]。

## 書籍

### 著書
- 『ミセスの生きがい働きがい 再就職したい女性のための本』（1986年3月10日、現代書林）ISBN 487620103X
- 『女が輝くフリー・ワーキング “自分のキャリア"の賢い活かし方』（1988年12月15日、大和出版）ISBN 4804700897
- 『探そう、仕事の、歓びを。』（2007年5月24日、あさ出版）ISBN 4860632141
- 『前を向いて歩こう 私の履歴書』（2014年3月22日、日本経済新聞出版社）ISBN 4532319315

### 共著
- 『これからの保育者のために 資質向上への新たな視点』（著者:篠原欣子 佐藤綾子 今井豊彦 木村歩美）（2012年3月14日、萌文社）ISBN 9784894912243
- 『保育学を拓く 「人間」と「文化」と「育ちの原点」への問いが響き合う地平に』（著者:篠原欣子 佐藤綾子 木村仁 岩井沙弥花 松永輝義 若盛正城）（2012年11月26日、萌文社）ISBN 9784894912427